# 小原明子
小原 明子（こはら あきこ、1977年8月7日 - ）は、日本の歌手、シンガーソングライター。埼玉県出身。デビュー前に小柳ゆき、CHEMISTRY、Skoop On Somebodyらに楽曲や花束を提供し、2001年11月にポニーキャニオンのレーベルFlightMaterより松原憲プロデュースのもと、シングル「MERMAID」でデビュー。3枚のシングルと2枚のアルバムを発表し活動を停止。

## ディスコグラフィー

### シングル
1. MERMAID（2001年11月14日）
  1. MERMAID[5:12]（作詞：Kohara Akiko／作曲・編曲：Matsubara Ken）
    - CX系ドラマ「水曜日の情事」挿入歌

  2. フィギア[5:21]（作詞：Kohara Akiko／作曲・編曲：Matsubara Ken）
  3. Cinderella (Acoustic Version)[3:13]（作詞：Kohara Akiko／作曲・編曲：Matsubara Ken）
  4. MERMAID (Instrumental)[5:13]
  5. フィギア (Instrumental)[5:13]
2. ためいきの降る夜に（2002年01月17日）
  1. ためいきの降る夜に[4:53]（作詞：小原明子／作曲・編曲：松原憲）
  2. Look My Way[6:10]（作詞・作曲：小原明子／編曲：松原憲）
  3. MERMAID (Fish Market Version)[4:33]（編曲：クリヤ・マコト）
  4. ためいきの降る夜に (Instrumental)[4:51]
3. 虹色タイムマシーン（2002年07月03日）
  1. 虹色タイムマシーン[6:13]（作詞：小原明子／作曲・編曲：松原憲）
    - 神保彰,櫻井哲夫,和泉弘敬,和田アキラが参加

  2. 眠れる森[5:37]（作詞：小原明子／作曲・編曲：松原憲）
  3. ためいきの降る夜に ＜Organic Bossa Mix＞[4:03]
  4. 虹色タイムマシーン ＜Instrumental＞[6:11]

### アルバム
1. Party Drive（2002年09月04日）
  1. 虹色タイムマシーン[6:11]
  2. 雪のスターシップ[4:06]
  3. MERMAID[5:12]
  4. Prankish Miracle[5:16]
  5. ためいきの降る夜に (Lady Drive Mix)[5:17]
  6. ニコティアナ[5:23]
  7. ガラスの地図[4:57]
  8. 遠い夜明け[5:19]
  9. Look My Way (Bluey's London Vibes Remix)[7:50]
  10. Share My Moon[6:12]
  11. Party Drive[4:28]
  12. In My Spell[5:30]
  13. Something Four[6:38]
2. AK-Note（2003年03月05日）
  1. 奇跡のスタースクレイパー feat.クリヤマコト[4:09]（作詞：Kohara Akiko／作曲：Kuriya Makoto／編曲：Kohara Akiko・Matsubara Ken）
  2. 鏡の月 feat.paris match[5:30]（作詞：Kohara Akiko／作曲：Sugiyama Yosuke／編曲：Sano Satoshi）
  3. Torn feat.古内東子[6:03]（作詞：Furuuchi Toko／作曲：Matsubara Ken）
  4. Something Four ＜Jazz Orchestra Session＞ feat.SMOOTH ACE&小沼ようすけ[6:33]（作詞：Kohara Akiko／作曲：Matsubara Ken／編曲：Smooth Ace）
  5. 5th moon feat.dorlis[1:26]（作詞・作曲：dorlis・Kohara Akiko）
  6. Out of the Blue feat.akiko&インコグニート[5:07]（作詞：akiko／作曲：Jean Paul Maunick・Dominic Oakenfull・Matsubara Ken）
  7. 虹色タイムマシーン ＜Jazztronik Session＞[5:44]

### 参加作品
1. Skoop On Somebody「Key of Love」（2001年6月20日）
10.予感 (S.O.S. feat. Akiko Kohara)
2. Skoop On Somebody「sha la la」（2001年10月31日）
2.束縛（作詞）
3. CHEMISTRY「The Way We Are」（2001年11月7日）
2.合鍵（作曲）
4. フジテレビ系ドラマ「水曜日の情事」オリジナルサウンドトラック 水曜日の情事"a Wednesday love affair"（2001年11月14日）
4.MERMAID～RUM PUNCH VERSION～
10.フィギュア～SOUL CATS VERSION～
5. One Nation（2003年06月18日）
11."Out of the blue"Original full mix / 小原明子 feat.akiko
6. vocal-rhythm（2006年03月15日）
9.虹色タイムマシーン

## 出演
- 2002年7月26日テレビ東京系『Melodix!』
- 2002年7月30日テレビ朝日系『Mの黙示録』